# Měrotín
Měrotín (en allemand : Mirotein) est une commune du district et de la région d'Olomouc, en République tchèque. Sa population s'élevait à 272 habitants en 2023.

## Géographie
Měrotín se trouve à 5,5 km au nord de Litovel, à 21 km au nord-ouest d'Olomouc, à 62 km au nord-est de Brno et à 190 km à l'est-sud-est de Prague.
La commune est limitée par Mladeč au nord et à l'est, par Litovel au sud, par Slavětín au sud-ouest, et par Bílá Lhota à l'ouest.

## Histoire
La première mention écrite de la localité date de 1320.

## Galerie

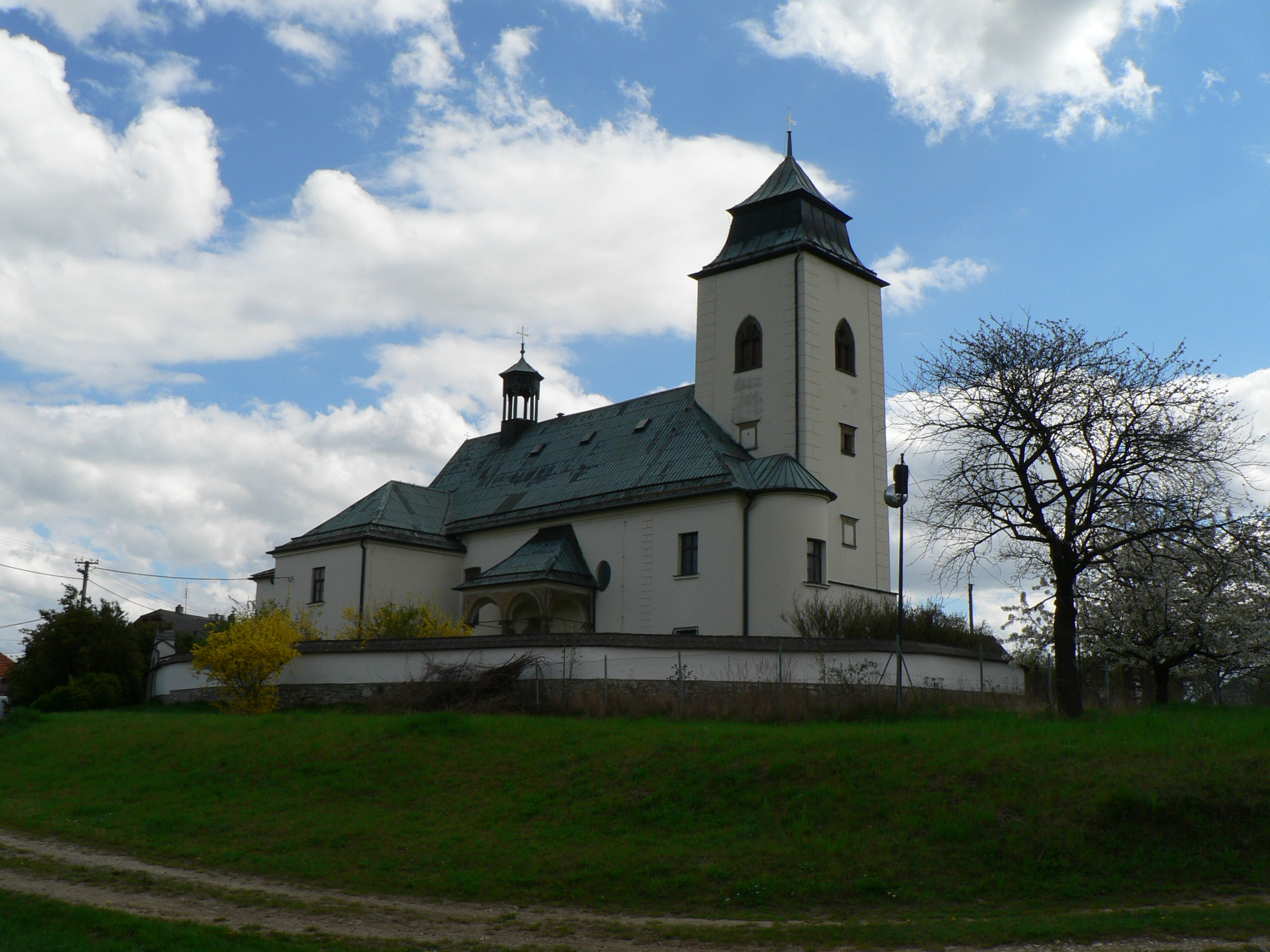
Église Saint-Martin.
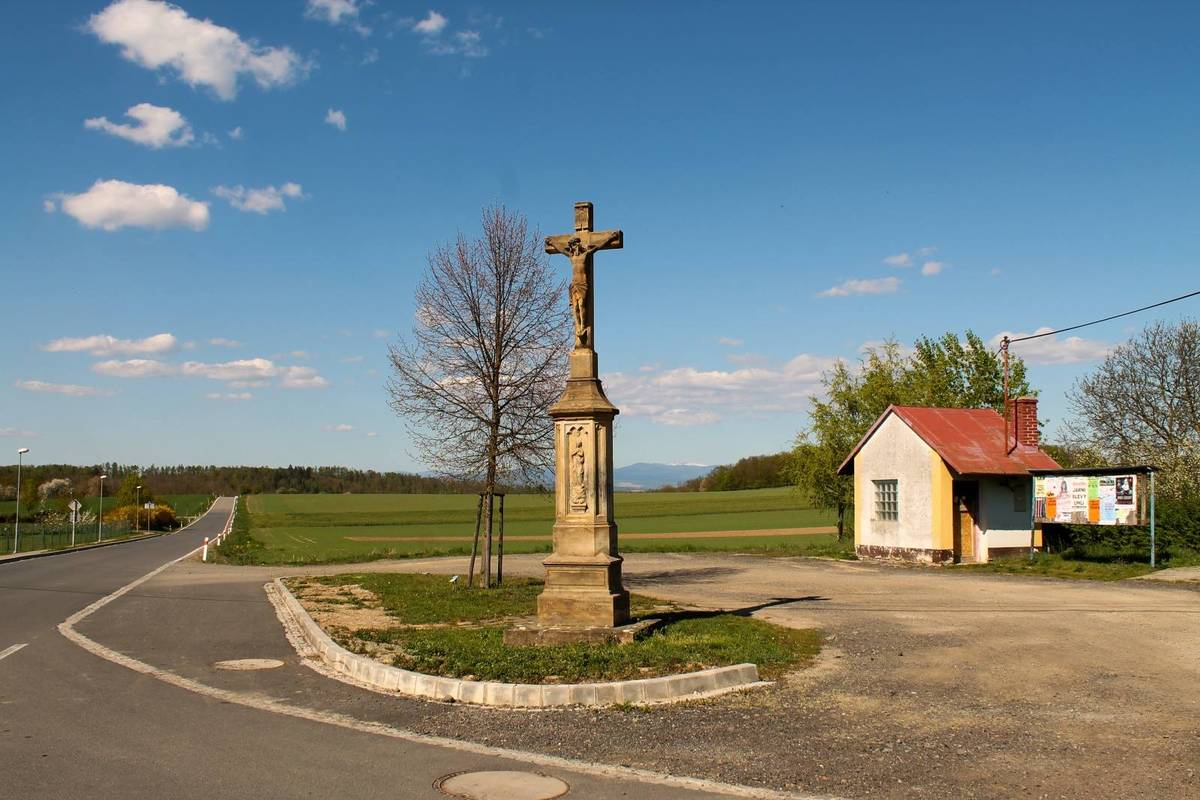
Crucifix près de Měrotín.

## Transports
Par la route, Měrotín se trouve à 9 km de Litovel, à 24 km d'Olomouc et à 223 km de Prague.